# دوشان پشیچ
دوشان پشیچ (صربی: Dušan Pešić؛ زادهٔ ۲۶ آوریل ۱۹۵۵) بازیکن سابق فوتبال اهل صربستان است.
از باشگاه‌هایی که در آن بازی کرده‌است می‌توان به باشگاه فوتبال هایدوک اسپلیت و باشگاه فوتبال فنرباغچه اشاره کرد.
وی همچنین در تیم ملی فوتبال یوگسلاوی بازی کرده‌است.